# Iorio Vivarelli
Jorio Vivarelli (Fognano, 12 giugno 1922 – Pistoia, 1º settembre 2008) è stato uno scultore e grafico italiano, cofondatore, nel 1963, del Gruppo Intrarealista del quale fece parte anche Federico Fellini.

## Biografia
Figlio di uno scalpellino, fin dall'infanzia dimostra un interesse per gli arnesi del padre. Studia a Pistoia alla Scuola Artigiana. Si iscrive all'Istituto d'Arte di Firenze. Richiamato in guerra è sul fronte dei Balcani. L'8 settembre 1943 è in Montenegro e viene fatto prigioniero, è internato in Bulgaria, Ungheria, Austria e infine Germania. Nonostante sia ferito fugge dalla prigionia in Francia. Ritorna a Pistoia nel 1946.
Nel 1949 si trasferisce a Firenze dove termina la sua formazione artistica. Per vivere vende ceramiche. Nel 1951 trova lavoro alla fonderia Michelucci a Pistoia dove incontra l'architetto Giovanni Michelucci con cui avrà un'intensa collaborazione. Sono di quegli anni il Crocifisso ligneo della chiesa della Vergine a Pistoia e quello della Chiesa dell'Autostrada di Michelucci.
Nel 1955 Vivarelli conosce l'architetto americano Oscar Gregory Stonorov alla mostra su Frank Lloyd Wright a palazzo Strozzi a Firenze, diventano amici e iniziano a collaborare. Vivarelli lavora negli Stati Uniti, due grandi opere in due piazze di due città americane: Filadelfia e Detroit. Si reca in Michigan, al Black Lake dove lavora con l'UAW Family Education Center.
Dal 1959 insegna regolarmente all'Istituto d'arte Petrocchi di Pistoia. Nel 1963 fa parte del Gruppo intrarealista che ha la necessità di esprimere qualcosa di nuovo e di dirlo in modo diverso. Il 9 luglio 1967 il gruppo si presenta a palazzo Strozzi a Firenze, tra gli altri: Fellini, Finotti, Santachiara, Girardello. Nel 1970 torna a Pistoia. Sulle colline intorno alla città si fa costruire una casa-studio su progetto dell'architetto Stonorov, casa che diventa il suo rifugio.
Sua peculiarità, sono anche le mostre antologiche allestite in contesti archeologici o monumentali come quella, famosa, del 1975 ai Mercati Traianei di Roma.
Il suo ultimo lavoro "il senso degli opposti" risale al 2006 in occasione del Concorso per "monumento ai caduti di Naissirya" in collaborazione con l'architetto Oreste Ruggiero (Roma).
È morto il 1º settembre 2008 nella sua villa di Pistoia all'età di 86 anni in seguito a complicazioni broncopolmonari.
Una sua opera principale è stata il "cristo redentore" in bronzo nella chiesa rettoria di Cristo Redentore a Monsummano Terme(PT).

## Opere principali
- Conforto 1963, memoria ai caduti della strada (statale 66 Quarrata)
- Le Fontane di Philadelphia 1966
- Sacrario, 1968, cimitero comunale di Pistoia
- Monumento a Matteotti, 1974, lungotevere a Roma
- Il sacrificio, una morte per una vita, 1979, parco di Fognano, Fognano di Montale
- Fontana in acciaio, 1986, Prato
- Inno alla vita, 1987, parco della Pace a Nakasaki
- Parabola Storica, 1993, ponte Buggianese Pistoia
- Monumento le “Penne Mozze”, 1998, Pistoia